# جوهانا هاروود
جوهانا هاروود (انگلیسی: Johanna Harwood؛ زادهٔ ۱۹۳۰) فیلم‌نامه‌نویس اهل جمهوری ایرلند است. وی بین سال‌های ۱۹۶۲ تا ۲۰۰۰ میلادی فعالیت می‌کرد.
از فیلم‌هایی که وی در آن‌ها نقش داشته‌است، می‌توان به دکتر نو و از روسیه با عشق اشاره نمود. او در نگارش فیلمنامهٔ گلدفینگر هم نقش داشت، اما نامش در عنوان‌بندی فیلم قرار نگرفت.